# Hermann Struck (Maler)

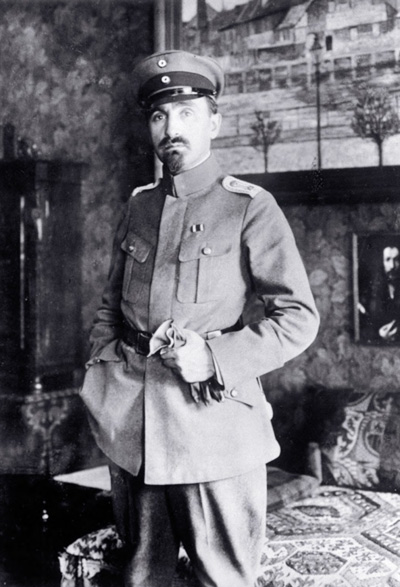
Hermann Struck (1916)

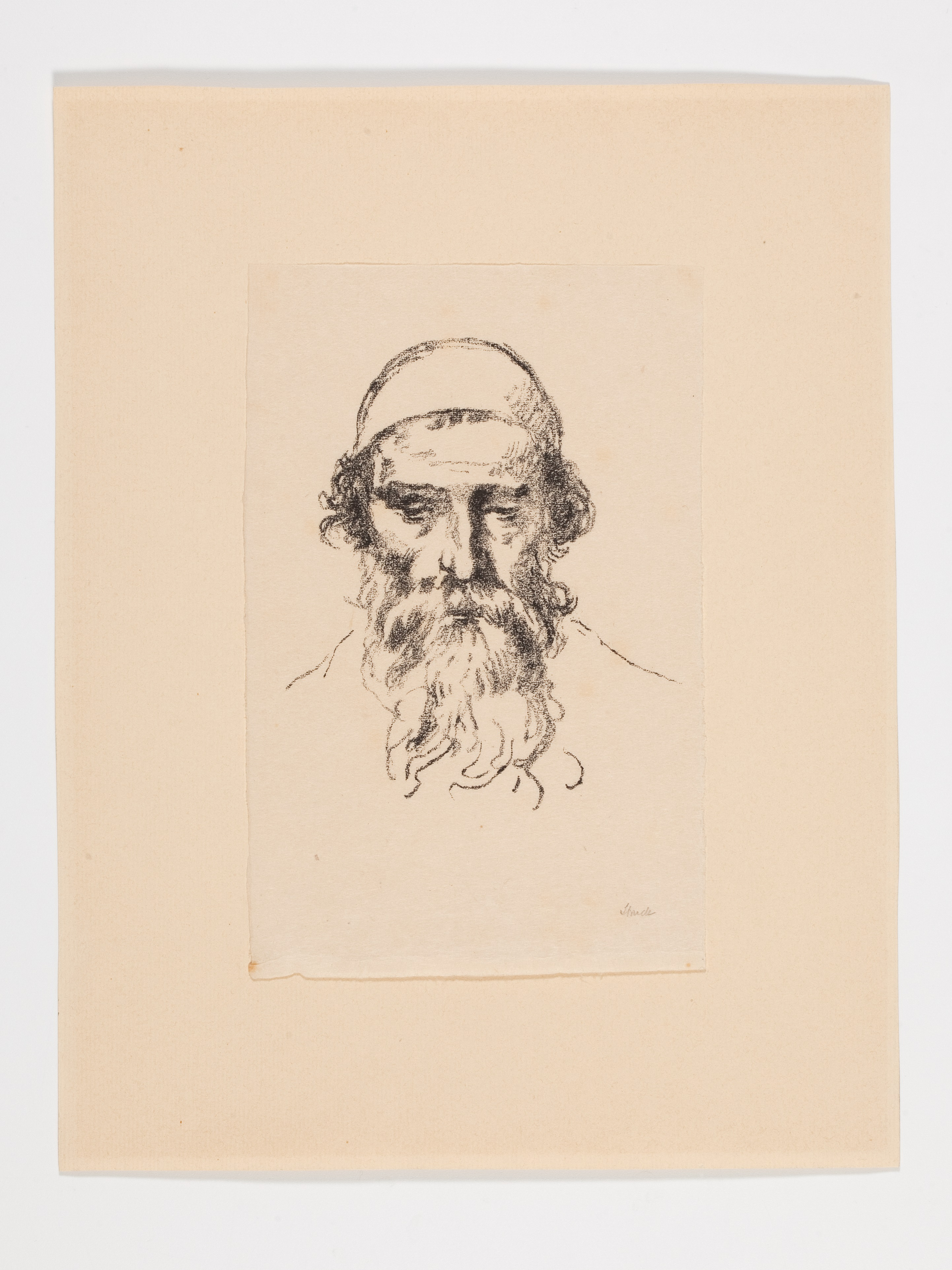
Lithografie von Hermann Struck zwischen 1900 und 1930, in der Sammlung des Jüdischen Museums der Schweiz.

Hermann Struck (mit hebräischem Namen Chaim Aharon ben David. hebräisch חיים אהרון בן דוד; * 6. März 1876 in Berlin; † 11. Januar 1944 in Haifa) war ein deutsch-jüdischer Zeichner, Maler, Radierer und Lithograf.

## Leben
Hermann Struck, Sohn des Berliner Kaufmanns David Struck und der Henriette Hanff, erhielt seine Ausbildung an der Berliner Kunstakademie, die er mit Bravour bestand. Struck wurde ein angesehener Zeichner, Lithograf und Radierer in der Berliner Gesellschaft in den Zeiten um die Jahrhundertwende. Sein Name findet sich bereits 1906 im Mitgliederverzeichnis des Deutschen Künstlerbundes. Es ließen sich nicht nur viele Künstler bei ihm in den Feinheiten seiner Künste unterrichten, sondern er war auch ein oft konsultierter Ratgeber in vielen künstlerischen und gesellschaftlichen Fragen. Für die vielen Besuche von Künstlern, Dichtern, Theaterleuten, Musikern, Journalisten, Wissenschaftlern und auch Rabbinern ließ er sich eigene Gesprächsräume in seinem Atelier einrichten.
Der große jüdische Schauspieler Alexander Granach erzählt in seinen Memoiren, wie Struck von Granachs Auftritt als Laienschauspieler einer jiddischen Arbeiter-Dilettanten-Gruppe begeistert ist. Er riet ihm, Deutsch zu lernen, und gab ihm Empfehlungen mit, insbesondere für den Schauspieler Emil Milan.
Während des Ersten Weltkriegs diente er als Referent für Jüdische Angelegenheiten beim Oberkommando Ost der deutschen Armee in denjenigen Teilen des Russischen Reiches, die nun Polen, Litauen, Lettland und Belarus sind. Aus einer Begegnung mit Arnold Zweig in Litauen (1915) entstand das Buch Das ostjüdische Antlitz. In regem Austausch war er mit dem Künstlerkollegen Ernst Oppler, im Nachlass sind insgesamt 43 Briefe erhalten.
Als orthodoxer Jude und engagierter Zionist gehörte er zu den Gründern der Misrachi-Bewegung des religiösen Zionismus. Nach einem ersten Besuch 1903 emigrierte er 1923 nach Palästina, wurde Mitglied der Bezalel-Akademie für Kunst und Design in Jerusalem und half bei der Gründung des Tel Aviv Museum of Art. Sein großer Einsatz für die Kunst in Israel, die neben der Gründung des Museums in Tel Aviv und einer Kunstschule in Jerusalem auch den Aufbau einer Künstlerkolonie in Haifa umfasste, brachte ihm breite Verehrung als „die künstlerische Seele Israels“ ein.

## Werk
Struck ist besonders bekannt für seine Radierungen und Lithografien. Besonderen Einfluss auf die Kunstwelt erreichte Struck um die Jahrhundertwende, als seine Drucke die grafische Kunst in Deutschland entscheidend mitprägten. Sein Buch Die Kunst des Radierens (1908) gilt heute noch als Standardwerk und war ein Werk mit großem Einfluss in seiner Epoche. Struck unterrichtete unter anderem Marc Chagall, Max Liebermann, Max Slevogt, Lovis Corinth, Joseph Budko und Lesser Ury in der Kunst der Radierung und Lithografie.
Er schuf unter anderem Porträts von Henrik Ibsen, Friedrich Nietzsche, Sigmund Freud, Albert Einstein, Theodor Herzl, August Bebel, Alfred Kerr, Richard Dehmel, Hermann Cohen, Gerhart Hauptmann, Arnold Zweig, Alfred Kerr und Oscar Wilde.
Eine Auswahl davon kann in der Hermann Struck-Ausstellung des Museums des Deutschsprachigen Judentums in Tefen im Norden Israels betrachtet werden. Dort befindet sich auch ein Zimmer mit Gegenständen aus Strucks Besitz. Das Jüdische Museum Frankfurt widmete den Radierungen und Holzschnitten von Struck und seinem Künstlerkollegen Jakob Steinhardt von Dezember 2014 bis März 2015 eine Ausstellung. In dieser Ausstellung lag der Fokus auf seinen Werken von den Reisen nach Italien (1911), Amerika (1912/13) und seinen Aufenthalten während des Ersten Weltkrieges in Polen und Russland.

## Lehrwerk
- Die Kunst des Radierens. Ein Handbuch. Paul Cassirer, Berlin 1908. 4. Auflage 1920 (archive.org); 5. Auflage 1923 unter Mitwirkung von Karl Schwarz.

## Bücher mit Illustrationen Strucks (Auswahl)
- Adolf Friedemann: Reisebilder aus Palästina. Mit Nachbildungen von Originalradierungen und Handzeichnungen von Hermann Struck. Verlag von Bruno Cassirer, Berlin 1904 (Digitalisat der Staatsbibliothek zu Berlin).
- Hermann Struck, Herbert Eulenberg: Skizzen aus Litauen, Weißrussland und Kurland. 60 Steinzeichnungen. Georg Stilke, Berlin 1916 (archive.org).
- Felix von Luschan: Kriegsgefangene. Ein Beitrag zur Völkerkunde im Weltkriege. Mit 60 Textabbildungen und 100 Original-Lithographien von Hermann Struck. Reimer, Berlin 1917.
- Arnold Zweig: Das ostjüdische Antlitz. Zu zweiundfünfzig Zeichnungen von Hermann Struck. Welt-Verlag, Berlin 1920 (Digitalisat der Universität Frankfurt/Main).
- Salman Schneur: Wilna. Hasefer, Berlin-Charlottenburg 1924.